# مهدی کورگنو
مهدی کورگنو (انگلیسی: Mehdi Courgnaud؛ زادهٔ ۲۱ نوامبر ۱۹۹۰) بازیکن فوتبال اهل فرانسه است.
از باشگاه‌هایی که در آن بازی کرده‌است می‌توان به باشگاه فوتبال دیژون اشاره کرد.